# Masłowskaja (obwód wołogodzki)
Masłowskaja (ros. Масловская) – wieś w Rosji, w rejonie charowskim obwodu wołogodzkiego. W 2021 r. była niezamieszkana.